# Liste von Sehenswürdigkeiten in Münster

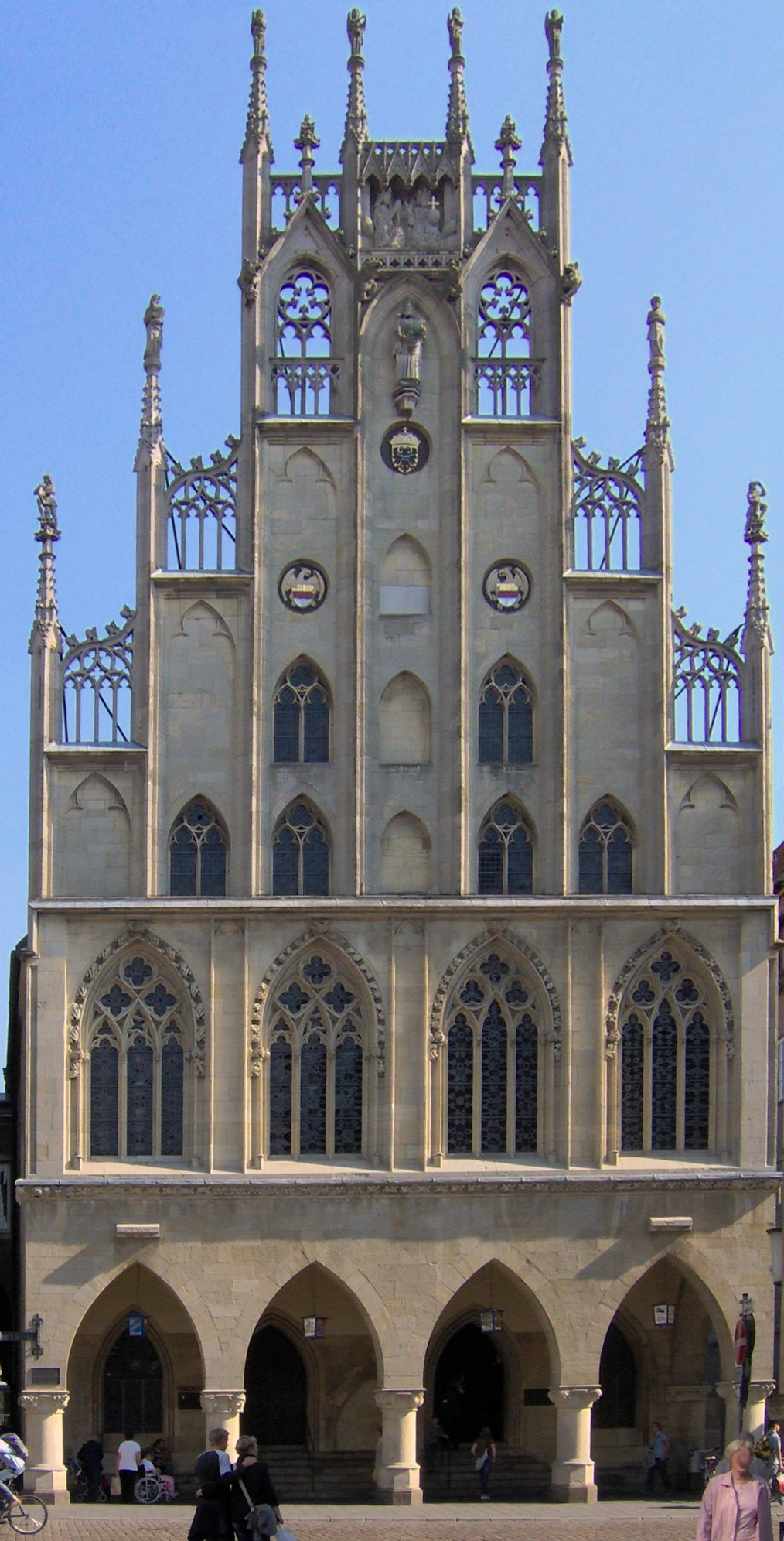
Historisches Rathaus

In der folgenden Liste sind die Sehenswürdigkeiten in Münster aufgeführt. Dabei sind doppelte Nennungen erwünscht, wenn ein Artikel in mehrere Kategorien gehört.

## Bauwerke

### Nach Funktion

#### Sakralbauten

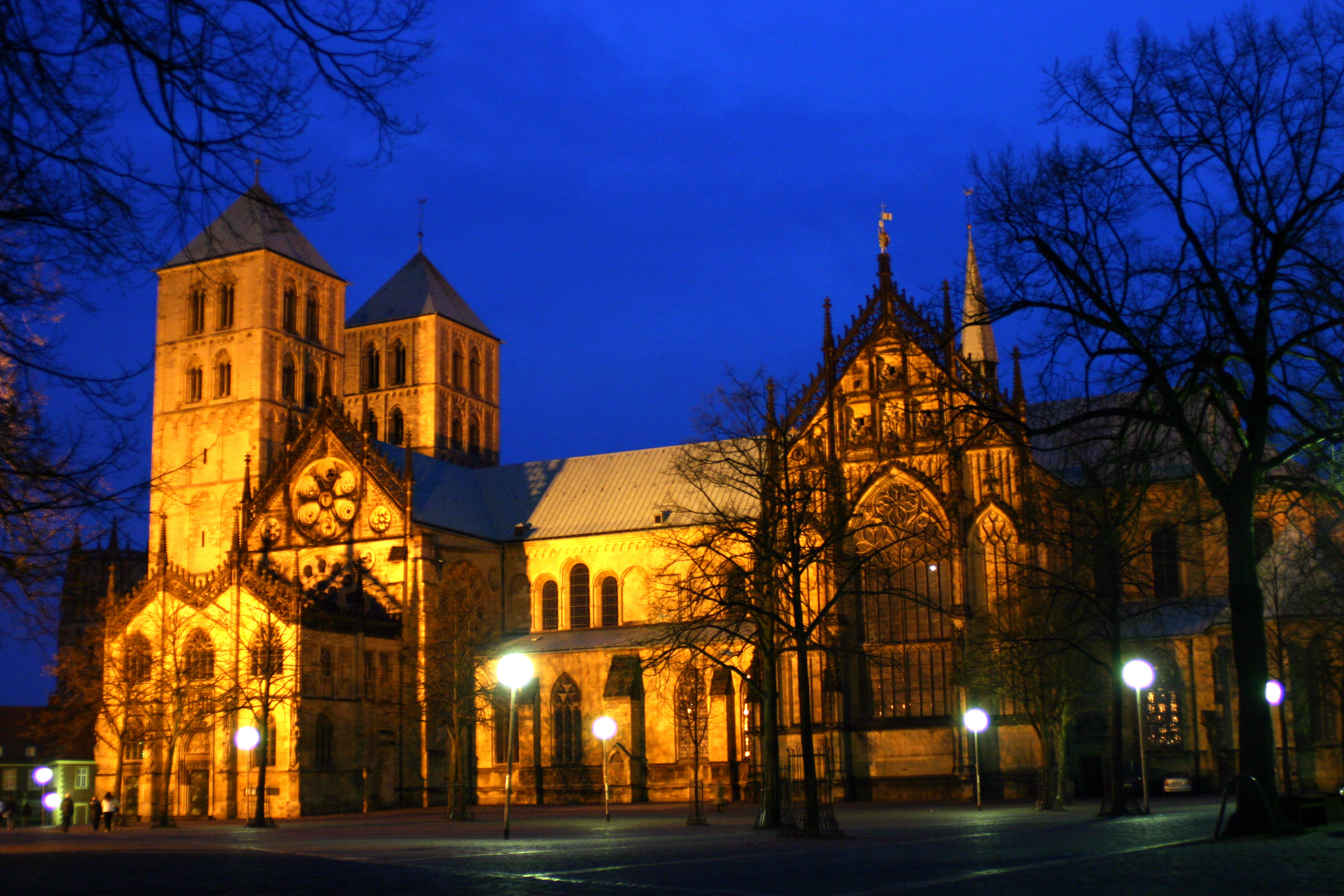
St.-Paulus-Dom

- St.-Paulus-Dom
- Apostelkirche
- Clemenskirche
- St. Lamberti
- St. Ludgeri
- St. Mariä Himmelfahrt
- St. Martini
- St. Mauritz
- St. Servatii
- Überwasserkirche

#### Paläste, Wasserschlösser und Villen
- Historisches Rathaus Münster
- Wasserschloss Wilkinghege
- Haus Rüschhaus
- Haus Lütkenbeck (1695-1720)
- Erbdrostenhof (1753)
- Fürstbischöfliches Schloss Münster (1767-1787)

#### Kulturstätten

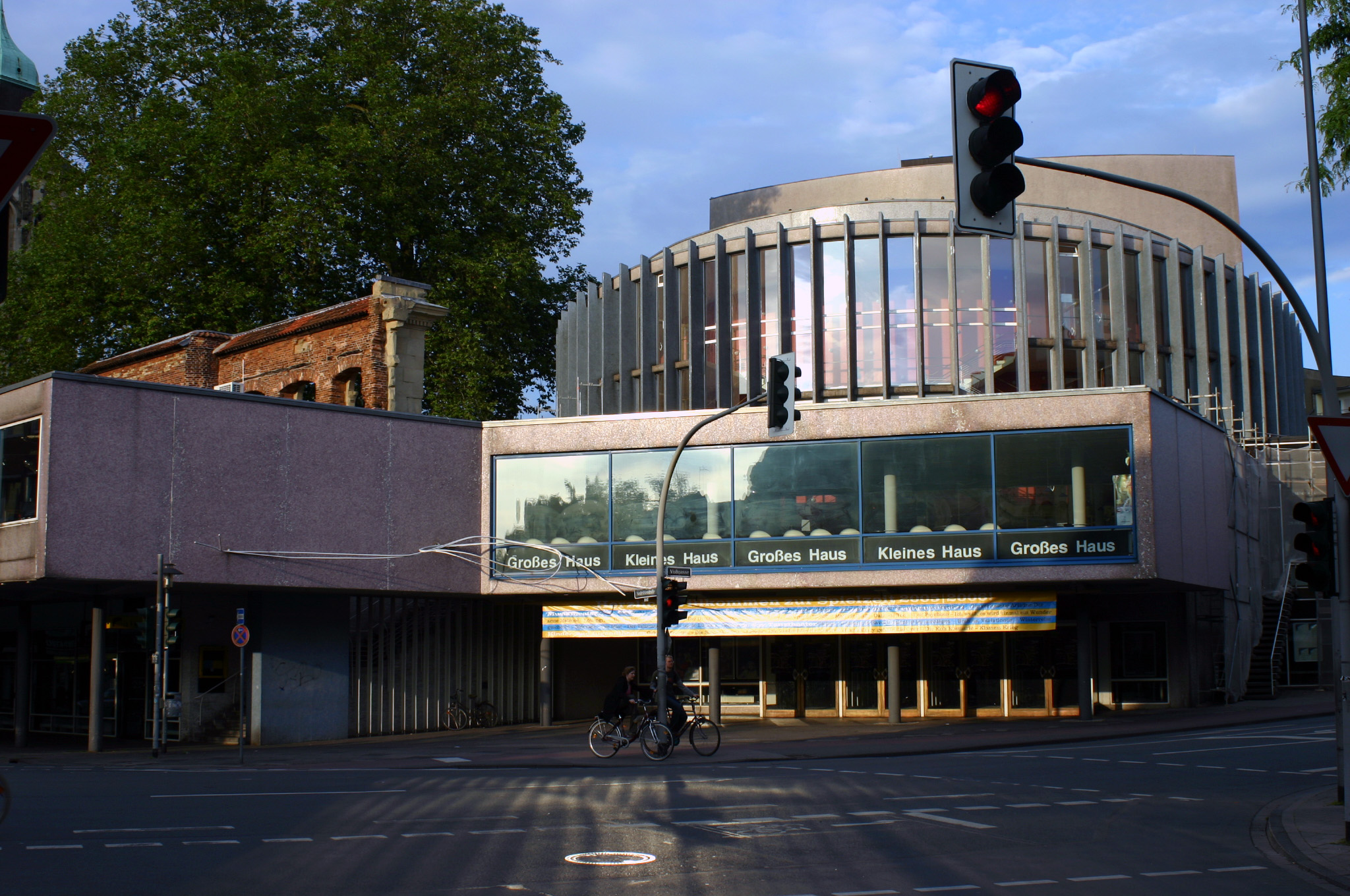
Stadttheater Münster

- Städtische Bühnen Münster (1956)
- Stadtbücherei Münster (1993)
- Wolfgang Borchert Theater
- Theater im Pumpenhaus
- Westfälische Schule für Musik

#### Museen
- Archäologisches Museum
- Bibelmuseum
- Geomuseum
- Kunstmuseum Pablo Picasso
- Lepramuseum
- LWL-Museum für Kunst und Kultur
- LWL-Museum für Naturkunde
- Mühlenhof-Freilichtmuseum
- Stadtmuseum Münster
- Villa ten Hompel Gedenkstätte für Verbrechen von Polizei und Verwaltung
- Westfälisches Pferdemuseum

#### Verkehr – Straßen – Plätze
- Domplatz
- Prinzipalmarkt
- Drubbel

#### Bürohäuser

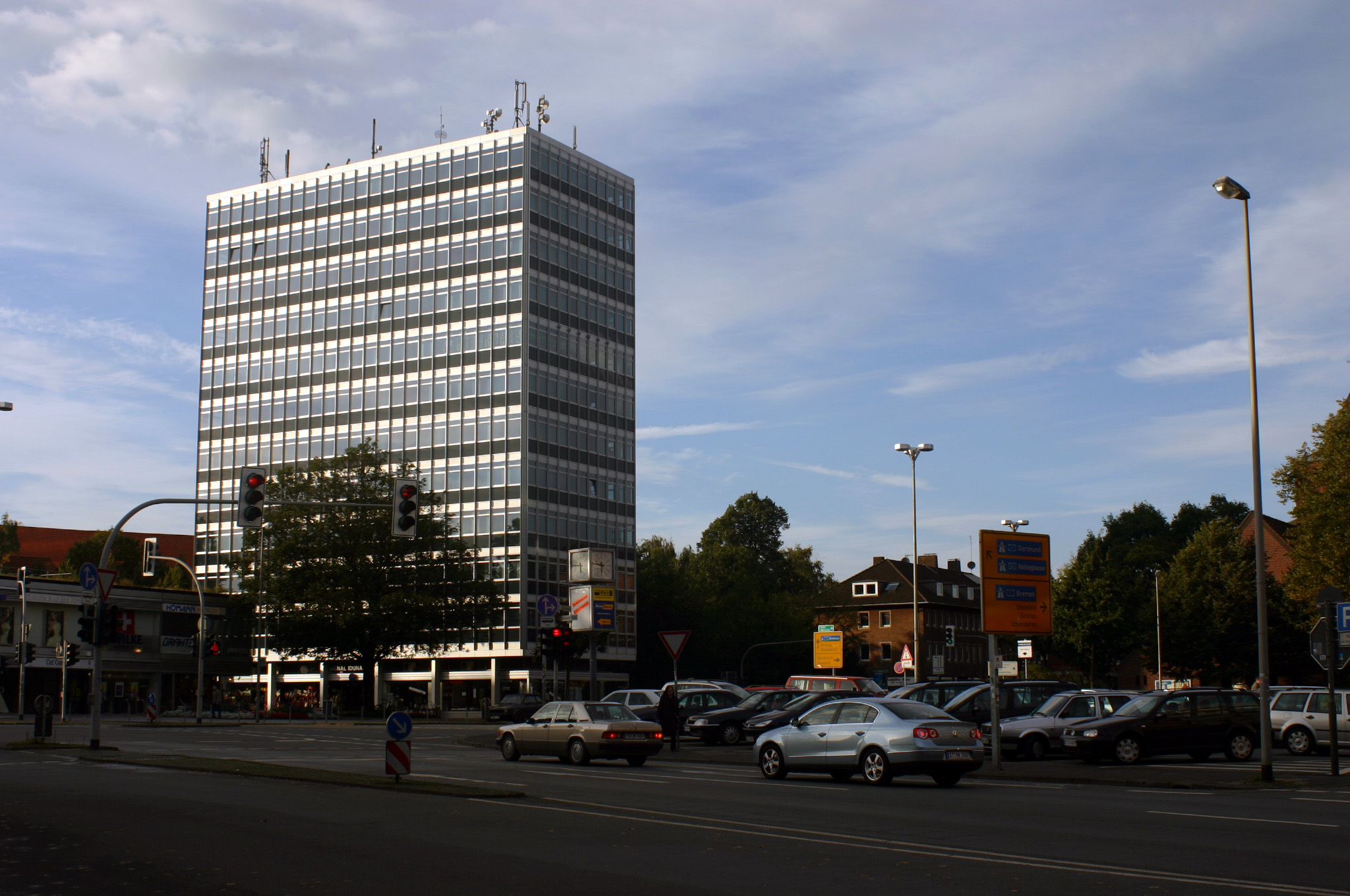
Iduna Hochhaus

- Iduna Hochhaus am Servatiiplatz (1960/61)

### Nach Entstehungszeit

#### Mittelalter
- Historisches Rathaus Münster
- Buddenturm

#### Renaissance
- Wasserschloss Wilkinghege

#### Barock
- Haus Lütkenbeck (1695-1720)
- Erbdrostenhof (1753)
- Fürstbischöfliches Schloss Münster (1767-1787)

#### Klassizismus
- Torhäuser am Neutor

#### Historismus
- Heilig-Kreuz-Kirche

#### 20. Jahrhundert

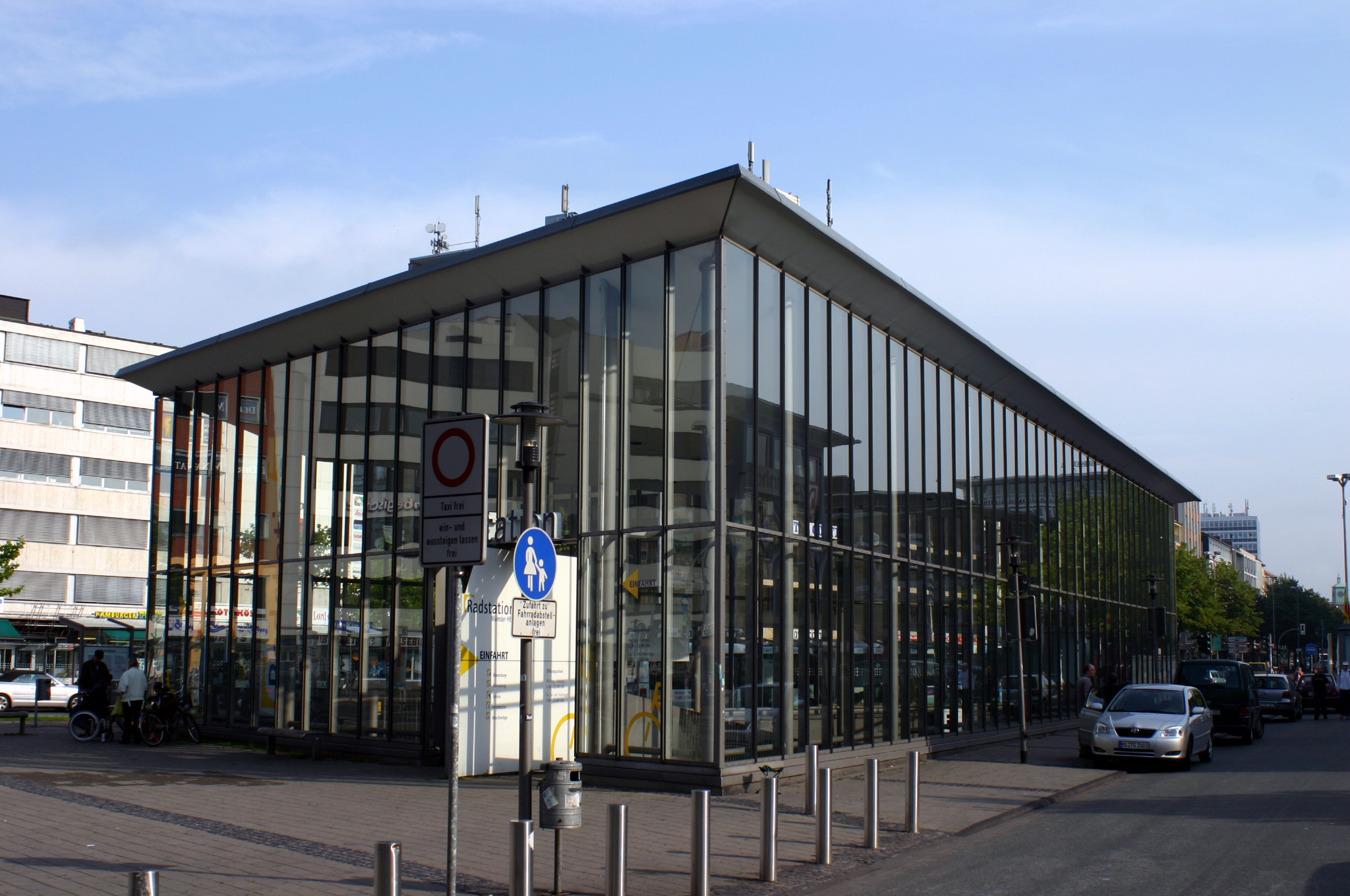
Radstation

- Stadthausturm Münster (1902-1907)
- Halle Münsterland
- Preußenstadion (1924)
- Städtische Bühnen Münster (1956)
- Allwetterzoo (1974)
- Stadtbücherei Münster (1983)
- Fernmeldeturm (1985/86)
- Radstation Münster (1999)

#### 21. Jahrhundert
- Münster-Arkaden (2005)

### Nach Standort

#### Innerhalb des Promenadenrings

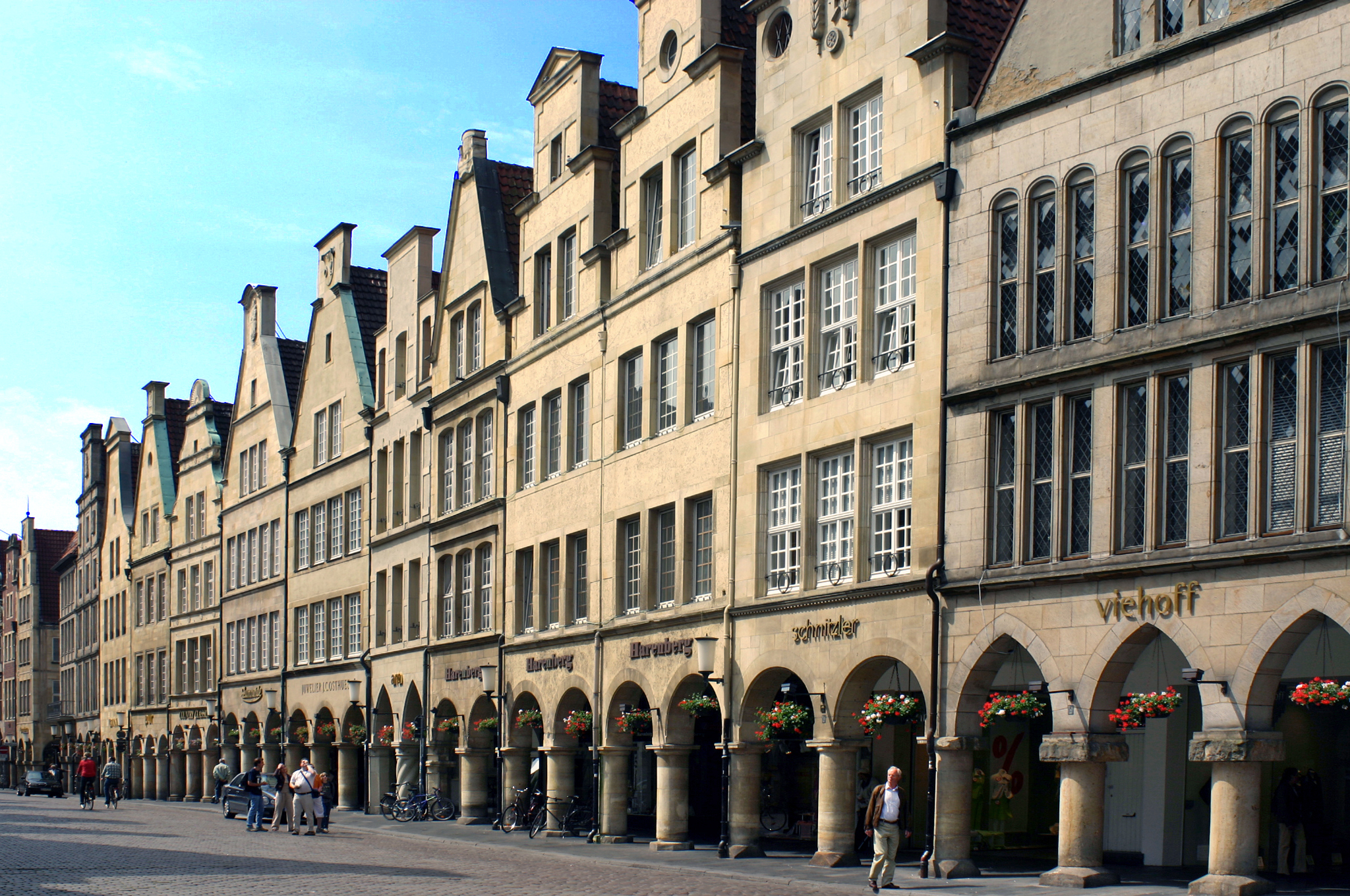
Prinzipalmarkt

- Historisches Rathaus Münster
- St.-Paulus-Dom
- Lambertikirche
- Prinzipalmarkt
- Überwasserkirche
- Buddenturm
- Zwinger
- Krameramtshaus (1589)
- Erbdrostenhof (1753)
- Kunstmuseum Pablo Picasso
- LWL-Museum für Kunst und Kultur
- Stadtmuseum Münster
- Stadtbücherei (1983)
- Münster-Arkaden (2005)

## Parks, Gärten, und Ähnliches

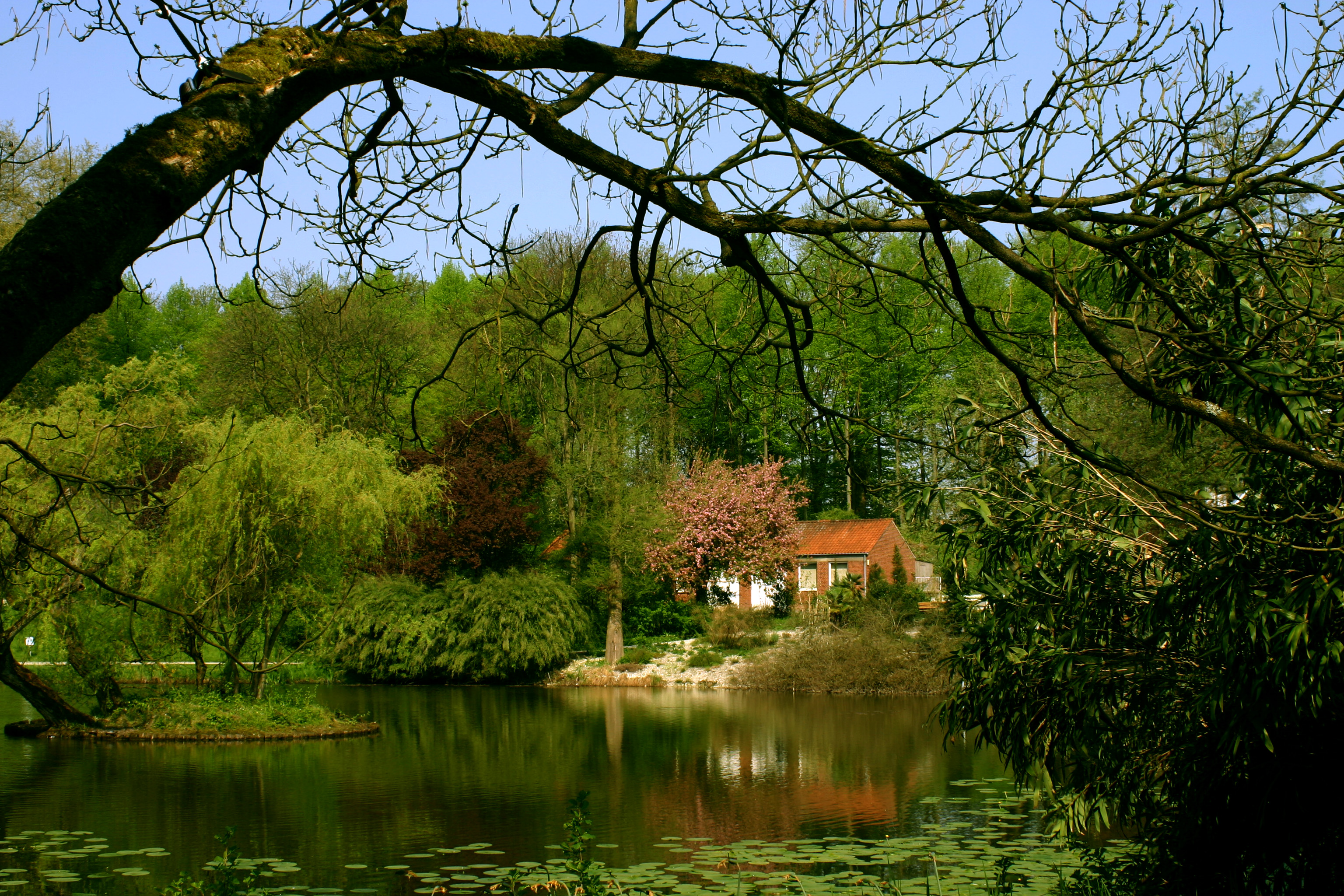
Botanischer Garten Münster

- Botanischer Garten Münster
- Aasee (Münster)
- Rieselfelder Münster
- Allwetterzoo (1974)

## Skulpturen
- Skulptur.Projekte